# Piotr Scholz
Piotr Scholz (ur. 19 lutego 1991 w Poznaniu) – polski gitarzysta, kompozytor, aranżer i dyrygent. Prowadzi działalność nagraniową, koncertową, naukową i kompozytorską.
Współpracuje z Włodkiem Pawlikiem, Grit Ensemble oraz Kasia Osterczy Trio. Do jego autorskich projektów należą: Weezdob Collective, Piotr Scholz Sextet oraz PJPOrchestra. Do najważniejszych osiągnięć należą: Nagroda JazzPressu, Nagroda Ery Jazzu, Grand Prix Bielskiej Zadymki Jazzowej, Grand Prix Jazz nad Odrą, I miejsce na VII Międzynarodowym Konkursie na Kompozycję Jazzową, Stypendium Ministra Kultury i Dziedzictwa Narodowego – „Młoda Polska” oraz stypendium artystyczne Marszałka Województwa Wielkopolskiego. 
Od 2020 roku wykłada kompozycję i aranżację w Akademii Muzycznej im. G i K. Bacewiczów w Łodzi. W 2021 roku uzyskał stopień doktora. 

## Nagrody
- Grand Prize na 2nd ISAC International Popular Music Composition Competition[4]
- Nagroda Specjalna oraz Wyróżnienie Specjalne na 2nd ISAC International Popular Music Composition Competition[4]
- Medal Młodej Sztuki 2021 w kategorii Muzyka Popularna[5]
- I miejsce - 7 Międzynarodowy Konkurs na Kompozycję Jazzową 2020[6]
- II miejsce B-Jazz Burghausen 2019[7]
- Grand Prix – Jazz nad Odrą 2018[8]
- Nagroda Jazz Forum – Jazz nad Odrą 2018[8]
- Nagroda Ery Jazzu – Era Jazzu Festival 2017[9]
- Grand Prix – Krokus Jazzz Festival 2016[10]
- Nagroda JazzPressu – Jazz Wolności 2016[11]
- Finalista Concorso Internazionale di Arrangiamento E Compsizione Per Orchestra Jazz – Barga Jazz Festival 2016
- III miejsce – Jazz nad Odrą 2016[12]
- I miejsce – Blue Note Poznań Competition 2015[13]
- III miejsce – 2 Międzynarodowy Konkurs na Kompozycję Jazzową 2015
- Grand Prix – Przegląd Zespołów Jazzowych i Bluesowych w Gdyni 2015
- I miejsce – Jazz Fruit/ Mladi Ladi Festival 2015[14]
- III miejsce – Czech Jazz Contest 2015
- Grand Prix – Bielska Zadymka Jazzowa 2015[15]
- III miejsce Krokus Jazz Festival 2014
- II miejsce Rck Pro Jazz 2014
- I miejsce za kompozycję "Śródka" w kategorii Jazz – Discovered by Good Time Radio 2013
- Grand Prix – Niemen Non Stop 2012[16]
- Wyróżnienie Rck Pro Jazz 2010
- I miejsce Tarnów Jazz Contest 2008

## Stypendia
- Stypendium Artystyczne Miasta Łodzi 2022[17]
- Stypendium Twórcze Ministra Kultury i Dziedzictwa Narodowego 2022
- Stypendium Artystyczne Marszałka Województwa Wielkopolskiego 2019[18]
- Stypendium Twórcze Marszałka Województwa Pomorskiego 2018
- Stypendium Młoda Polska 2016[19]
- Stypendium Artystyczne Miasta Poznań 2015[20]
- Stypendium Ministra Nauki i Szkolnictwa Wyższego za wybitne osiągnięcia artystyczne 2014/2015
- Nagroda Ministra Kultury i Dziedzictwa Narodowego za wybitne osiągnięcia artystyczne 2013

## Dyskografia
- Piotr Scholz - Birds from Another Planet (2021)[21]
- Weezdob Collective - Komeda, Ostatnia Retrospekcja (2020)[22]
- Kasia Osterczy Trio - Travel Elegy (2020)[23]
- Weezdob Collective – Star Cadilac (2018)[24]
- PJPO plays Weezdob (2018)[25]
- Kacper Smoliński & Poznan Jazz Philharmonic Orchestra: Żuławskie Wierzby (2018)[26]
- Piotr Scholz & Jean-Luc Ponty – Live at Era Jazzu (2017)[27]
- Piotr Scholz: Suite The Road (2016)[28]
- Włodek Pawlik – Mów Spokojniej (2016)[29]
- Weezdob Collective – Live at Radio Katowice (2015)[30]
- Grit Ensemble – Komeda Deconstructed (2015)[31]